# BranchOut
BranchOut — додаток для Facebook, призначений для пошуку роботи, утворення професіональних мереж та набору співробітників. Був заснований Ріком Маріні 2010 року. Станом на 2012 рік є найбільшою службою для пошуку та встановлення ділових контактів у Facebook.
Додаток дозволяє користувачам організувати свої професійні зв'язки, а також довідатися, хто з друзів працював в тих компаніях, в яких вони хочуть знайти роботу.